# Echis jogeri
Echis jogeri är en ormart som beskrevs av Cherlin 1990. Echis jogeri ingår i släktet Echis och familjen huggormar. Inga underarter finns listade i Catalogue of Life.
Arten förekommer i Senegal, Gambia och Mali. Honor lägger ägg.